# Asb Shūr'ī
Asb Shūr'ī (persiska: اَسب شورپِی, اَسبِ شور پِی, Asb Shūrpey, Asb Shūr’ī, اسب شوریی) är en ort i Iran.   Den ligger i provinsen Mazandaran, i den norra delen av landet, 140 km nordost om huvudstaden Teheran. Antalet invånare är 585.
Terrängen runt Asb Shūr'ī är platt, och sluttar norrut. Runt Asb Shūr'ī är det tätbefolkat, med 286 invånare per kvadratkilometer. Närmaste större samhälle är Babol, 12,4 km öster om Asb Shūr'ī. Trakten runt Asb Shūr'ī består till största delen av jordbruksmark.